# 12月24日
12月24日是公历一年中的第358天（闰年第359天），离全年结束还有7天。

## 大事记

### 18世紀以前
- 640年：教座出缺數月後，若望四世當選教宗一職。
- 759年：唐朝著名詩人杜甫因為安史之亂而流亡成都，之後在好友嚴武幫助下定居當地。
- 1144年：阿勒頗及摩蘇爾阿德貝格伊馬德丁·贊吉攻陷（英语：Siege of Edessa (1144)）埃德薩伯國首都埃德薩。
- 1294年：教宗波尼法爵八世當選教宗，接替先前辭職的策肋定五世。
- 1500年：威尼斯-西班牙聯軍攻佔（英语：Siege of the Castle of Saint George）凱法利尼亞島上的聖喬治堡。

### 18世紀
- 1737年：馬拉塔人在博帕爾戰役（英语：Battle of Bhopal）中擊敗蒙兀兒帝國、齋浦爾土邦、海得拉巴尼扎姆（英语：Nizam of Hyderabad）、阿瓦德納瓦卜（英语：Nawab of Awadh）及孟加拉納瓦卜（英语：Nawabs of Bengal and Murshidabad）等國的聯軍。
- 1777年：英国航海家库克率领的船队到达世界上最大的珊瑚礁圣诞岛，成为首批到来的欧洲人。
- 1800年：保皇派試圖刺殺（英语：Plot of the rue Saint-Nicaise）拿破崙·波拿巴未遂。

### 19世紀
- 1814年：英美兩國簽訂根特條約，結束1812年戰爭。
- 1818年：由約瑟夫·莫爾及弗朗茨·格魯伯（英语：Franz Xaver Gruber）共同譜寫的聖誕頌歌《平安夜》於奧地利奧本多夫的一座教堂中首次演唱。
- 1825年：俄国軍官率領3000名士兵發起起義，史稱十二月党人起义。
- 1826年：西點軍校當夜發生蛋酒暴動（英语：Eggnog Riot），並持續到隔天早上。
- 1846年：納閩條約（英语：Treaty of Labuan）生效後，英國從汶萊帝國手中取得納閩直轄殖民地。
- 1851年：美國華盛頓特區的國會圖書館大火。
- 1854年：日本南海道外海發生規模8.4的強烈地震，造成1,000人到3,000人死亡。
- 1865年：曾參與美國內戰的美利堅邦聯退伍老兵成立三K黨，後來發展成白人優越主義團體。
- 1868年：希臘國王喬治一世成立總統衛隊（英语：Presidential Guard (Greece)）以作為皇家禁衛軍。
- 1871年：意大利作曲家朱塞佩·威尔第作曲的歌剧《阿依達》在埃及開羅首演。
- 1891年：德国医学家贝林首次用白喉抗毒素治疗了柏林诊所一个儿童患者。

### 20世紀
- 1906年：美国无线电爱好者费森登首次在世界上进行了无线电广播。
- 1914年：第一次世界大战：英國和德國士兵共同在比利時伊珀爾等地展開短暫且非官方的聖誕節休戰。
- 1924年：阿尔巴尼亚宣布成立共和国。
- 1941年：在日本帝國的與砂拉越王國的激烈交火，由於日本憲兵隊對婆羅洲展開了閃電戰。而駐紮古晉的王國軍隊卻繳械投降，隨後逃之夭夭。最終於本日全面佔領古晉，至此砂拉越全面被日本帝國佔領。也宣告了婆羅洲戰役 (1941年-1945年)的結束。
- 1942年：第二次世界大战：原維希法國阿尔及利亚总督弗朗索瓦·达尔朗在向盟军投诚后被一名参与抵抗运动的青年费南德·沙佩尔刺殺身亡。
- 1946年：沈崇案：北京大学女学生沈崇声称被两名美国士兵强奸，中国国内掀起反美、反政府浪潮。
- 1948年：《觀察》事件：蒋介石亲自下令查封由知名人士儲安平创办的上海《觀察》杂志並逮捕該雜誌工作人员。
- 1951年：利比亚從英法兩國独立，利比亞王國首任國王伊德里斯一世登基。
- 1951年：吉田茂給美國國務卿約翰·福斯特·杜勒斯寄去信吉田書簡，表明與台灣締結和平條約。
- 1953年：香港九龍石硤尾木屋區發生大火，5萬多人無家可歸。此事件促成香港公共房屋政策的發展。
- 1956年：英法兩國自苏伊士运河撤军，并建议以色列撤出加沙地带，第二次中东战争结束，英法聯軍取得軍事勝利，埃及取得政治勝利。
- 1964年：越南戰爭期間，越南西贡美军军营发生大规模爆炸事件。
- 1968年：美國阿波羅8號的登月艙駕駛員威廉·安德斯在環繞月球航行時拍下著名的照片《地出》。
- 1973年：香港政府公布開發屯門新市鎮計劃。
- 1979年：布里茲涅夫治下的蘇聯為推翻哈菲佐拉·阿明政權，派遣軍隊、克格勃、格鲁乌入侵阿富汗民主共和國，蘇聯－阿富汗戰爭爆發。
- 1979年：由欧洲空间局自行研製的亞利安一號運載火箭發射成功，火箭搭載了Technological capsule CAT衛星。
- 1980年：前中非帝國皇帝让-巴都·博卡萨被判处死刑。
- 1982年：中國民航2311號班機在廣州白雲機場降落後起火，25人死亡。
- 1989年：羅馬尼亞獨裁者尼古拉·齐奥塞斯库被控屠殺人民、貪污罪名成立，判處死刑。
- 1992年：李家峡电站建设全面动工。
- 1994年：法國航空8969號班機在阿爾及利亞首都阿尔及尔被伊斯兰武装组织的4名恐怖分子劫持。翌日飛機飛往法國馬賽，其後被法国国家宪兵特勤队成功解救。
- 1999年：與蓋達組織有聯繫的聖戰分子劫持印度航空公司814號班機，以迫使印度釋放被關在監獄中的伊斯蘭教人士。

### 21世紀
- 2003年：於香港、中國大陸、加拿大及美國多處干犯過罪行，正在僱用省港旗兵準備於該年聖誕假期及翌年新年期間策劃及（於香港金鐘太古廣場或中環一間珠寶金行）進行連串持械行劫罪行，被香港警務處於2001年7月創下香港歷史上最高懸紅紀錄（200萬港元）[1] 及被國際刑警出示紅色通緝令的「末代賊王」季炳雄[2][3][4] 及其黨羽被特別任務連拘捕[5]，結束自1980年代起，香港無間斷由省港旗兵策劃及參與的持械行劫罪行，為2000年代以後的香港治安奠定了基礎。
- 2008年：烏干達圣主抵抗军在刚果民主共和国上韦莱省的部分村落進行大屠殺，導致400多人死亡。
- 2012年：巴基斯坦伊斯蘭共和國政府的宣佈承認科索沃共和國。
- 2013年：美國消費者金融保護局以收取不正當費用和附加產品過多為由，命令美國運通必須支付罰款及賠償客戶7,500萬美元。
- 2017年：秘魯總統佩德羅·巴勃羅·庫琴斯基特赦（英语：Pardon of Alberto Fujimori）因腐敗和侵犯人權而服刑25年的阿爾韋托·藤森。
- 2017年：聯合國大會通過決議,敦促緬甸政府停止針對羅興亞族群的武裝迫害，並要求聯合國為羅興亞危機派遣特使加強關注事態發展動向，與會的中國和俄羅斯兩國代表則對該決議草案投下反對票。
- 2018年：甫當選墨西哥普埃布拉州州長的瑪莎·埃里卡·阿隆索·伊達爾戈（英语：Martha Erika Alonso Hidalgo）與其夫乘坐的直升機於該州一小鎮失事墜毀，機上五人全數罹難。
- 2020年：英国與欧洲联盟达成脫歐後雙邊贸易协定（英语：Brexit withdrawal agreement）。
- 2021年：韓國總統文在寅宣布將特赦因崔順實事件而被大韓民國國會通過彈劾的前總統朴槿惠。
- 2021年：美國總統喬·拜登簽署《防止強迫維吾爾人勞動法》，禁止所有來自新疆的產品進口，除非能明確證明與強迫勞動無關。

## 出生
- 前3年：塞尔维乌斯·苏尔皮基乌斯·加尔巴，羅馬帝國皇帝（69年逝世）
- 1166年：無地王約翰，英格蘭國王（1216年逝世）
- 1568年：袁宏道，明朝官員、作家（1610年逝世）
- 1573年：澤庵宗彭，日本安土桃山時代至江戶時代前期臨濟宗僧人（1646年逝世）
- 1588年：奧地利的康斯坦絲，波蘭王后（1631年逝世）
- 1634年：奧地利的瑪麗亞納，西班牙王后（1696年逝世）
- 1754年：喬治·克雷布，英國詩人、博物學家（1832年逝世）
- 1791年：歐仁·斯克里布，法國劇作家（1861年逝世）
- 1798年：亞当·密茨凱維奇，波蘭浪漫主義代表詩人（1855年逝世）
- 1809年：基特·卡森，美國傳奇人物（1868年逝世）
- 1818年：詹姆斯·焦耳，英國物理學家（1889年逝世）
- 1822年：夏爾·埃爾米特，法國數學家（1901年逝世）
- 1837年：伊莉莎白·亞美莉·歐根妮，奧地利皇后（1898年逝世）
- 1838年：托瓦爾·N·蒂勒，丹麥天文學家（1910年逝世）
- 1845年：喬治一世，希臘國王（1913年逝世）
- 1868年：伊曼紐·拉斯克，德國西洋棋選手、數學家、哲學家，連續27年世界西洋棋冠軍（1941年逝世）
- 1879年：亞歷山德琳，丹麦王后（1952年逝世）
- 1881年：胡安·拉蒙·希梅内斯，西班牙安達魯西亞詩人，1956年諾貝爾文學獎得主（1958年逝世）
- 1886年：麥可·寇蒂斯，美國電影導演（1962年逝世）
- 1889年：威廉·唐納·派屈克，英國辯護律師，遠東國際軍事法庭英國法官代表（1967年逝世）
- 1893年：哈利·華倫，義大利裔美國詞曲作家（1981年逝世）
- 1897年：大久保琴，日本超級人瑞（2013年逝世）
- 1904年：吕叔湘，中国语言学家（1998年逝世）
- 1904年：約瑟夫·朱蘭，羅馬尼亞品質管理學者，協助戰後日本重建經濟，獲頒二等珍寶獎（2008年逝世）
- 1905年：霍華德·休斯，美國企業家、電影導演、工程師，休斯飞机公司創辦人 (1976年逝世）
- 1906年：弗朗茨·沃克斯曼，德國裔後美國裔猶太作曲家、指揮家（1967年逝世）
- 1915年：鍾浩東，臺灣社會運動者（1950年逝世）
- 1917年：佛朗哥·魯基尼，義大利二戰飛行員，王牌飛行員（1943年逝世）
- 1918年：畢堤·美，英格蘭職業足球運動員、教練（2001年逝世）
- 1922年：，美國女演員（1990年逝世）
- 1923年：喬治·史密斯·巴頓，美國陸軍少將（2004年逝世）
- 1924年：乔石，前中共中央政治局常委、第八届全國人大常委會委員長（2015年逝世）
- 1927年：瑪莉·海金斯·克拉克，愛爾蘭裔美國懸疑小說家（2020年逝世）
- 1934年：斯捷潘·梅西奇，克羅埃西亞前總統
- 1938年：翁江培，香港著名會計師、安永會計師事務所高級合夥人、香港演員伍詠薇前夫（1991年逝世）
- 1940年：安東尼·佛奇，美國免疫學家
- 1943年：塔里婭·哈洛寧，芬蘭政治人物，第11任芬蘭總統，芬蘭史上第一位女總統
- 1945年：尼古拉斯·邁耶，美國電影劇作家、製片人、導演、小說家
- 1946年：姚期智，中國計算機科學家
- 1946年：傑夫·塞申斯，美國阿拉巴馬州參議員
- 1947年：梶尾真治，日本科幻小說家
- 1950年：楼继伟，中华人民共和国财政部部长，全国社会保障基金理事会理事长
- 1952年：弗朗切斯科·拉奎尼蒂，義大利神經科學家
- 1954年：伊藤和典，日本編劇
- 1954年：何塞·瑪麗亞·菲格雷斯，哥斯大黎加政治人物，前任哥斯大黎加總統
- 1956年：告東尼，葡萄牙裔香港練馬師、騎師
- 1956年：安尼·卡浦爾，印度演員、製片人
- 1957年：哈米德·卡爾扎伊，阿富汗政治人物，第1、3任阿富汗總統，阿富汗第一位民選總統
- 1960年：費翔，台灣歌手
- 1960年：小野不由美，日本小說家
- 1961年：北川悅吏子，日本電視劇編劇、電影導演、散文家
- 1961年：瑪麗·特蕾莎·芭拉，美國企業家，現任通用汽車公司執行長
- 1961年：伊利哈姆·阿利耶夫，亞塞拜然商人、政治人物，現任亞塞拜然總統
- 1962年：凱特·絲蓓，美國時裝設計師（2018年逝世）
- 1962年：鄺美雲，香港歌手
- 1963年：林祖輝，香港藝人、記者
- 1963年：林梅嬌，新加坡演員
- 1963年：保羅·布盧姆，加拿大裔美國心理學家
- 1964年：倪齊民，台灣演員
- 1965年：羅偉志，香港足球運動員
- 1967年：沈玉琳，台灣主持人
- 1968年：崔真實，韓國女演員（2008年逝世）
- 1969年：文立彬，英國政治人物
- 1969年：馬克·米勒，蘇格蘭漫畫家
- 1970年：阿莫瑞·諾拉斯克，美國演員
- 1971年：瑞奇·馬丁，波多黎各男歌手
- 1973年：史蒂芬妮·梅爾，美國作家，《暮光之城》作者
- 1974年：竹下堅次朗，日本漫畫家
- 1974年：馬塞洛·萨拉斯，前智利足球運動員
- 1974年：瑞安·西克雷斯特，美國電視名人，《美國偶像》第一至八季主持人
- 1975年：瑪麗亞·扎哈羅娃，俄羅斯政治人物，現任俄羅斯外交部信息與出版司司長兼外交部發言人
- 1978年：吉成俊，韓國綜藝節目主持人、組合Leessang成員
- 1978年：王蓉，中國女歌手
- 1980年：宝力高，散打运动员
- 1981年：嚴立婷，台灣主持人、演員
- 1981年：季馬·比蘭，俄羅斯流行歌手
- 1982年：柿原徹也，日本男性聲優
- 1982年：相葉雅紀，日本男子偶像團體嵐成員
- 1985年：蔡芷紜，台灣女藝人
- 1986年：中村倫也，日本男演員
- 1986年：石原聰美，日本女藝人
- 1986年：森理世，日本模特兒、芭蕾舞蹈家
- 1986年：基里洛·费森科，烏克蘭職業籃球運動員
- 1988年：朴真珠，韓國女演員
- 1988年：金栽經，韓國女藝人
- 1989年：麻倉憂，日本AV女優
- 1991年：路易·湯姆林森，英國男歌手
- 1992年：野口百合，日本女性聲優
- 1992年:   索菲亚·韦尔塔 （页面存档备份，存于），美国女足运动员
- 1993年：裴多彬，韓國女演員
- 1993年：西内瑪利亞，日本女演員、時装模特兒、歌手
- 1994年：E-TION，韓國男子偶像團體ONF成員
- 1994年：韓勝宇，韓國男子偶像團體VICTON、X1隊長
- 1994年：達芬妮·葛洛妮维爾德，荷蘭名模
- 1996年：桃乃木香奈，日本AV女優
- 1997年：許家元，臺灣職業圍棋棋士
- 1997年：尼拉吉·秋普拉，印度男子田徑運動員
- 1998年：亞歷克西斯·麥卡利斯特，阿根廷國家足球隊，利物浦足球俱樂部足球員
- 1999年：邱品涵，台灣女子偶像團體AKB48 Team TP成員
- 2000年：蒋圣龙，中国职业足球运动员
- 2002年：楊子萱，臺灣職業圍棋棋士
- 2002年：約書亞·普里莫，加拿大職業籃球運動員

## 逝世
- 1524年：瓦斯科·達伽馬，葡萄牙航海家（1469年出生）
- 1692年：奧地利的瑪麗亞·安東妮亞，奧地利女大公（1669年出生）
- 1813年：后樱町天皇，日本第117代天皇（1740年出生）
- 1832年：馬步衢，清朝武官（生年不詳）
- 1872年：威廉·約翰·麥夸恩·蘭金，蘇格蘭工程師、物理學家。（1820年出生）
- 1873年：约翰斯·霍普金斯，美國富商、慈善家（1795年出生）
- 1887年：丹尼尔·曼宁，第37任美國財政部長（1831年出生）
- 1893年：張光玉，越南阮朝軍事人物，因向法國殖民者出賣咸宜帝而被認為是越奸的代表
- 1914年：约翰·缪尔，美國早期環保運動領袖，塞拉俱樂部的創建者（1838年出生）
- 1917年：伊万·戈列梅金，俄羅斯帝國總理（1839年出生）
- 1925年：林長民，清末民初政治家、外交家、教育家、書法家（1876年出生）
- 1938年：张曙，中国作曲家（1908年出生）
- 1943年：松本亦太郎，日本心理學家（1865年出生）
- 1944年：陳廉伯，香港匯豐銀行買辦（1884年出生）
- 1945年：提奧多·艾德勒·馮·勒奇（德语：Theodor Edler von Lerch），奧匈帝國軍人（1869年出生）
- 1950年：列夫·貝爾格，俄羅斯地理學家、生物學家、魚類學家（1876年出生）
- 1961年：阿克塞爾·溫納·格倫（英语：Axel Wenner-Gren），瑞典企業家（1881年出生）
- 1962年：威廉·阿克曼，德国数学家（1896年出生）
- 1970年：尼古拉·米哈伊洛維奇·什維爾尼克，蘇聯最高蘇維埃主席團主席（1888年出生）
- 1974年：田中茂穗，日本魚類學家（1878年出生）
- 1980年：卡爾·鄧尼茨，德国海军元帅（1891年出生）
- 1982年：路易·阿拉贡，法国作家（1897年出生）
- 1985年：勒內·巴雅韋爾，法國作家、記者、評論家（1911年出生）
- 1993年：嚴家淦，中華民國總統、政治人物（1905年出生）
- 1997年：三船敏郎，日本男演員（1920年出生）
- 2005年：汪道涵，海峽兩岸關係協會會長（1915年出生）
- 2015年：鄧景輝，香港前新聞主播（1964年出生）
- 2015年：紫羅蓮，香港女演員（1924年出生）
- 2016年：理查德·亚当斯，英国奇幻小说作家（1920年出生）
- 2016年：陳俊良，台灣導演（1942年出生）
- 2016年：本兮，中国大陆原创女歌手（1994年出生）
- 2022年：張金哲，中國小兒外科科學專家（1920年出生）
- 2022年：張厚粲，中國心理學家（1927年出生）
- 2024年：德西·鲍特瑟，蘇利南政治人物，第8任蘇利南總統（1945年出生）

## 节假日和习俗
- 西方基督教：聖誕夜
- 利比亞：独立日